# Jane the Virgin
Jane the Virgin, ou Jane l'Immaculée au Québec, est une série télévisée américaine développée par Jennie Snyder Urman et adaptée de la telenovela vénézuélienne Juana la Virgen de Perla Farías, diffusée entre le 13 octobre 2014 et le 31 juillet 2019 sur le réseau The CW et au Canada à partir du 14 octobre 2014 sur le service Shomi jusqu'à sa fermeture en 2016, puis sur Netflix.
En France, la série est diffusée depuis le 19 avril 2015 sur la chaîne à péage Téva et rediffusée en clair depuis le 17 juillet 2016 sur 6ter , le 26 juin 2017 sur M6, le 16 Février 2024 sur TF1+ et depuis le 22 avril 2024 sur TMC. Au Québec, elle est diffusée depuis le 28 août 2015 sur VRAK. Elle est diffusée en Belgique depuis le 31 août 2018 sur Plug RTL.

## Synopsis
Jane Gloriana Villanueva, une jeune femme de vingt-trois ans ayant toujours vécu entourée exclusivement de femmes, a promis à sa grand-mère de rester vierge jusqu'au mariage et se garde donc de coucher avec son fiancé Michael, lieutenant de police. Cependant à la suite d'un rendez-vous de contrôle gynécologique, elle se retrouve accidentellement enceinte, ayant été inséminée à la place de la femme du beau et fortuné Rafael, propriétaire du « Marbella », un hôtel de luxe où Jane travaille comme serveuse. Petit à petit elle en vient à éprouver des sentiments pour le père de son bébé qui est également son patron, mais Petra, l'épouse de Rafael, comme Michael, deviennent vite jaloux de cette relation. Au même moment, Xiomara, la mère de Jane, retrouve le père de sa fille en découvrant qu'il est devenu une star de telenovela.

## Distribution

### Acteurs principaux
- Gina Rodriguez (VF : Alice Taurand) : Jane Gloriana Villanueva
- Andrea Navedo (VF : Géraldine Asselin) : Xiomara « Xo » Gloriana Villanueva, la mère de Jane
- Justin Baldoni (VF : Damien Ferrette) : Rafael Solano
- Yael Grobglas (VF : Anouck Hautbois) : Natalia « Petra  » Solano (saisons 1 à 5) / Anezka Archuleta (saisons 3 et 4 - récurrente saison 2)
- Ivonne Coll (VF : Évelyne Grandjean) : Alba « Abuela » Villanueva, la grand-mère de Jane
- Brett Dier (VF : Adrien Larmande) : Lieutenant Michael Cordero, Jr. (saisons 1 à 3 et 5, invité saison 4)
- Jaime Camil (VF : Yann Peira) : Rogelio « Ro » de la Vega, le père de Jane
- Aria Rose Garcia (saison 2) / Joseph Sanders  (saison 3)  / Elias Janssen (depuis la saison 4) : Mateo Gloriano Rogelio Solano Villanueva, le fils de Jane et de Rafael (saisons 2 à 4)
- Mia et Ella Allan (saison 3-5) : Anna et Ellie Solano, jumelle de Petra et Rafael
- Anthony Mendez (VF : Benoît Allemane) : le narrateur / Mateo Gloriano Rogelio Solano Villanueva (adulte)

Photos des acteurs principaux
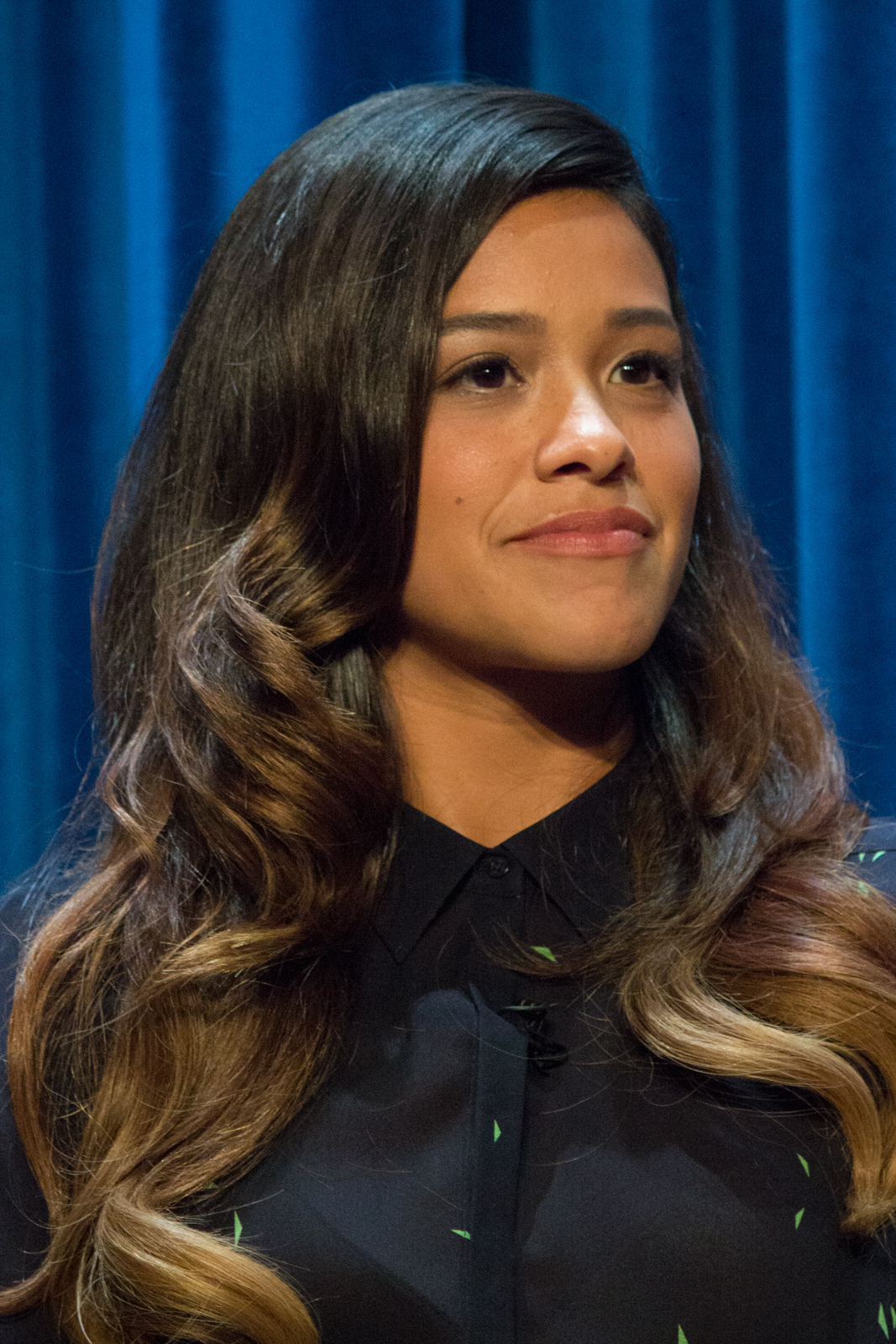
Gina Rodriguez dans le rôle de Jane Villanueva.
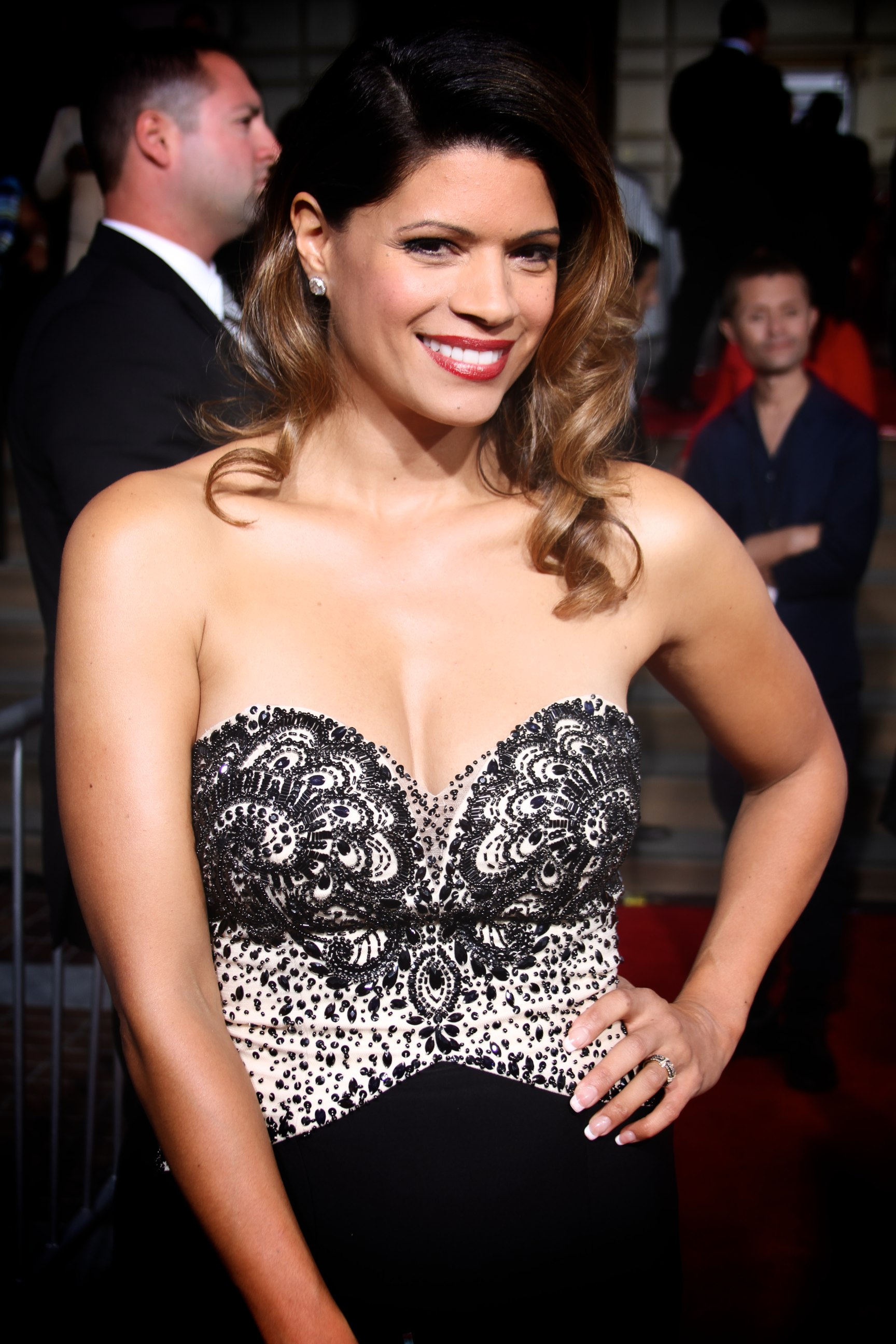
Andrea Navedo dans le rôle de Xiomara « Xo » Villanueva.
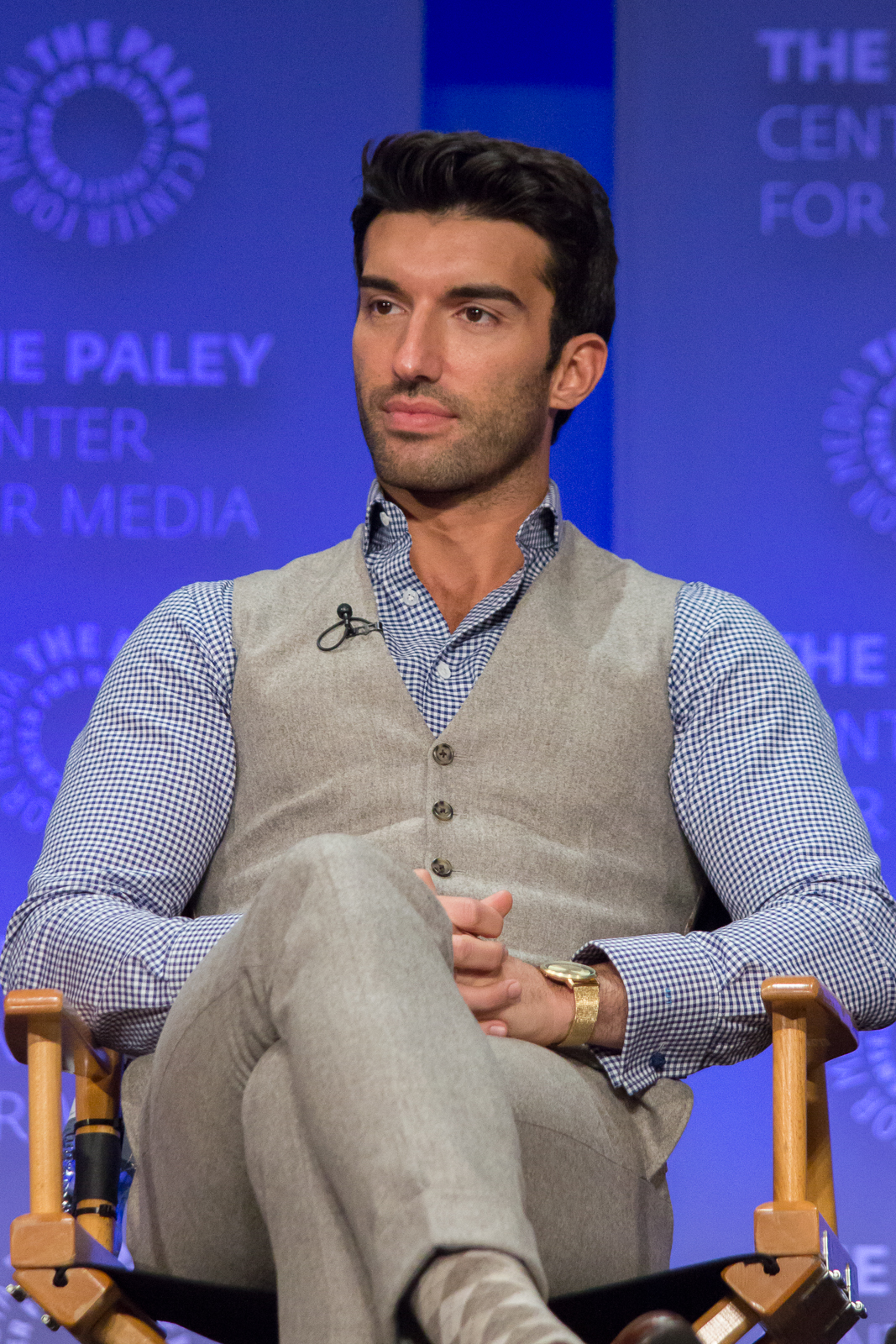
Justin Baldoni dans le rôle de Rafael Solano.
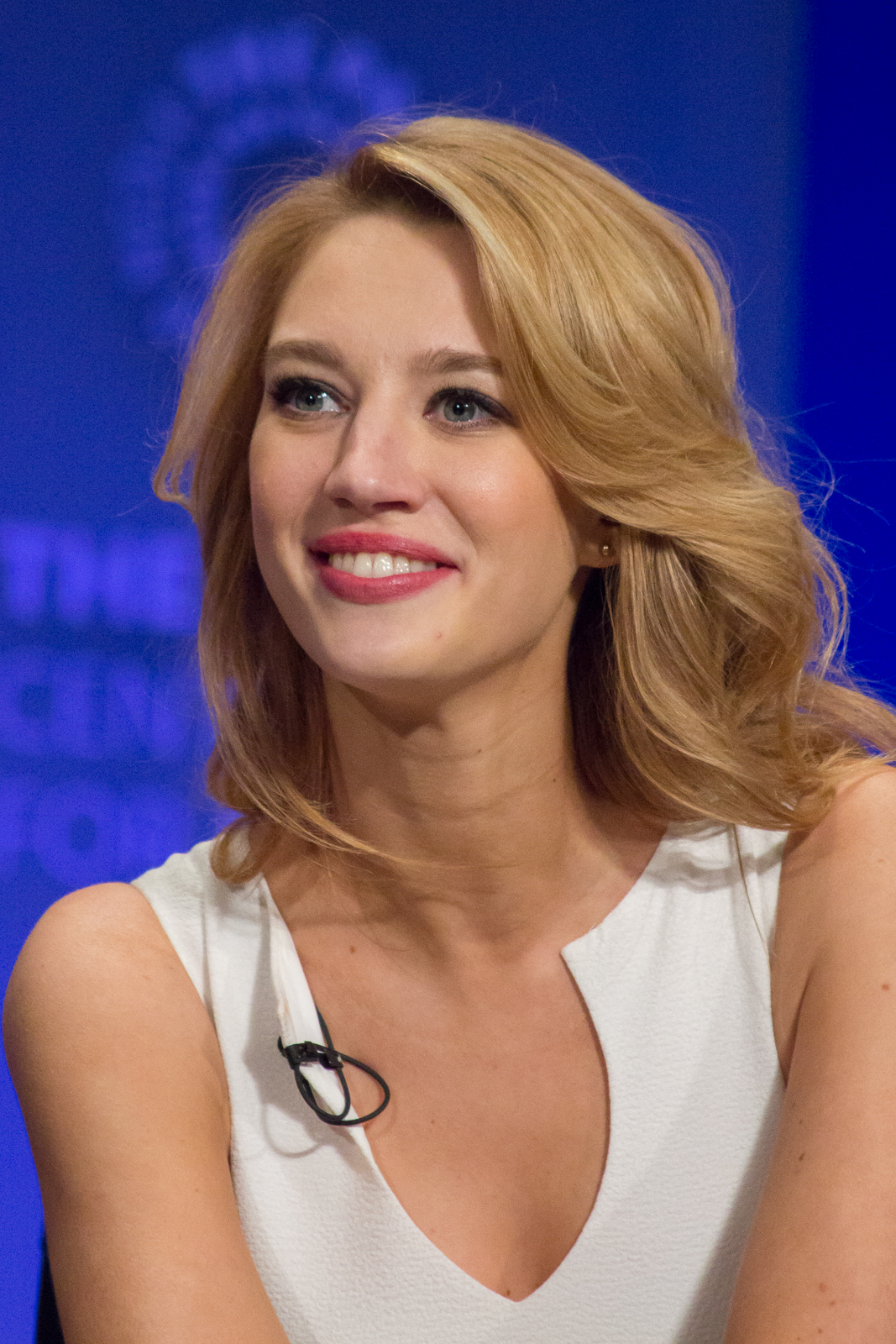
Yael Grobglas dans le rôle de Petra Solano et Anezka Archulleta.
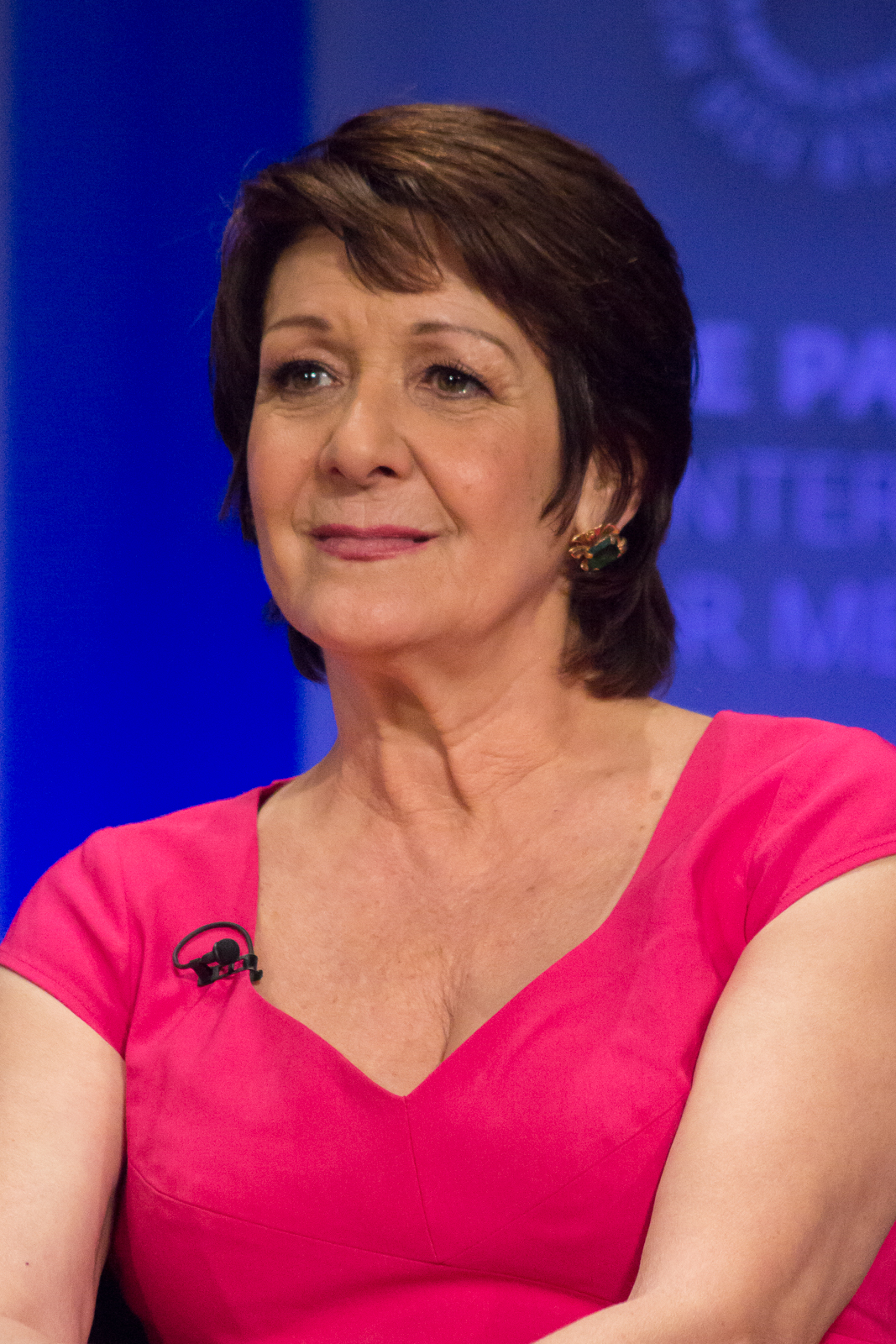
Ivonne Coll dans le rôle de Alba Villanueva.
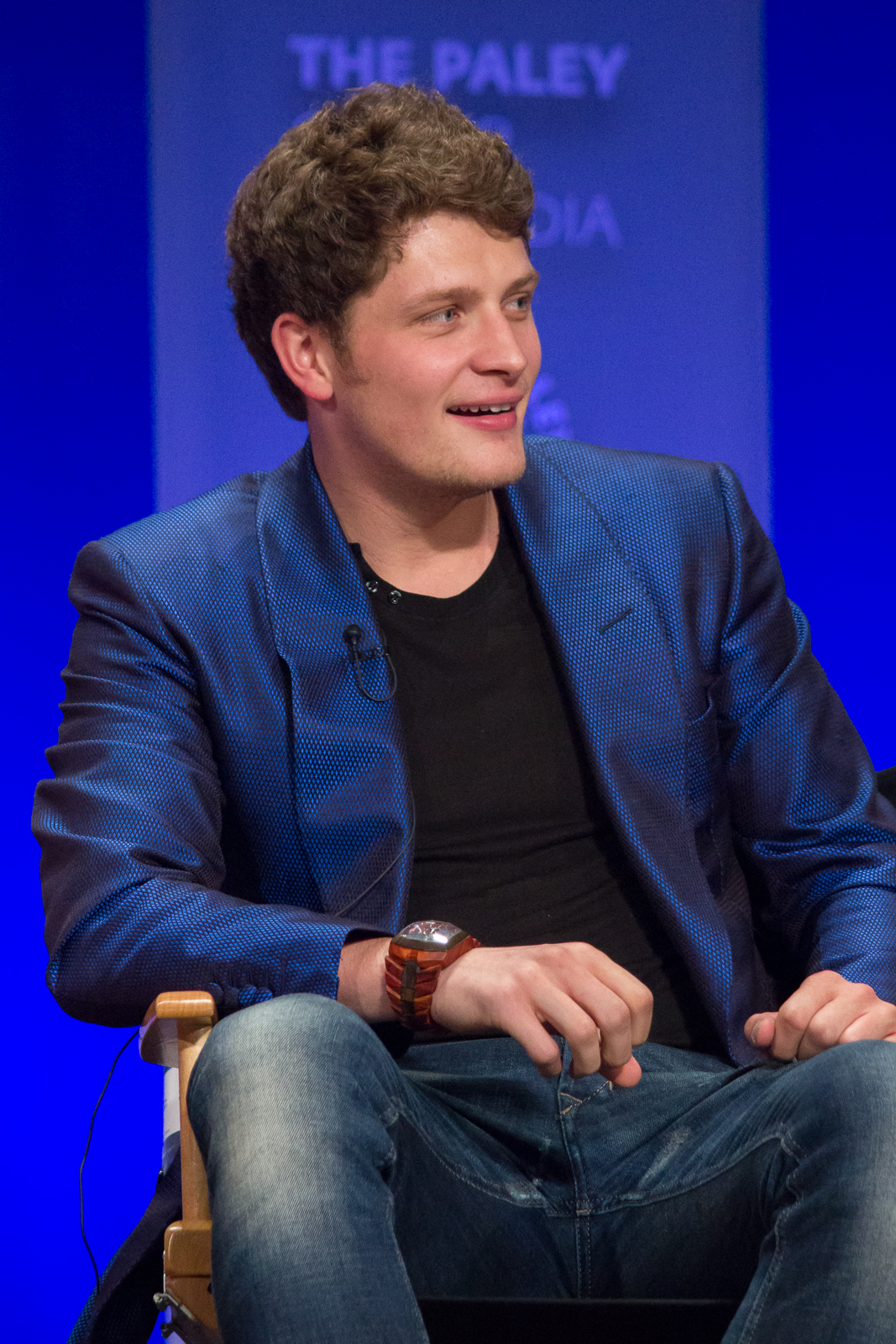
Brett Dier dans le rôle de Michael Cordero, Jr.
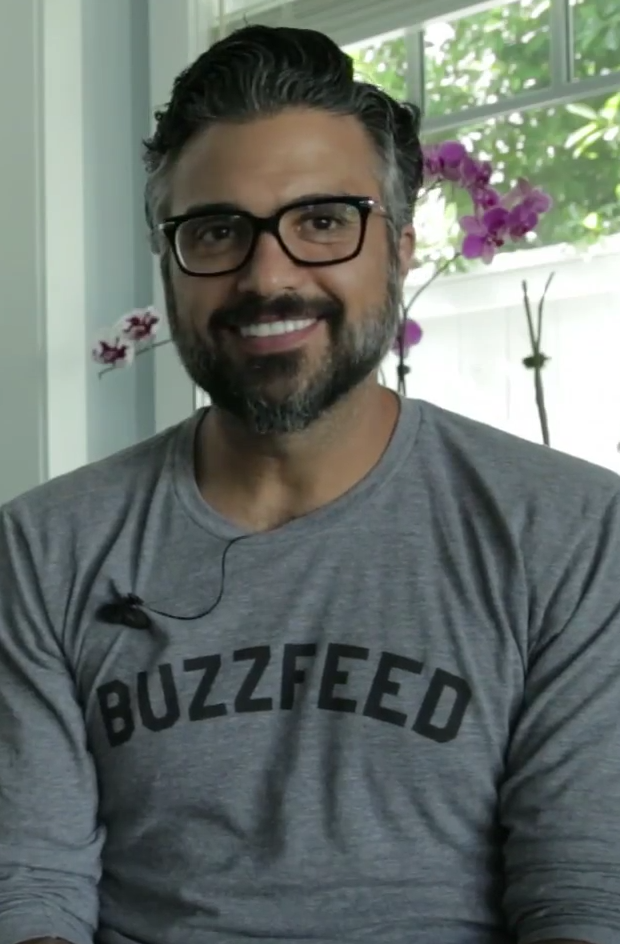
Jaime Camil dans le rôle de Rogelio de la Vega.

### Acteurs récurrents
- Yara Martinez (VF : Véronique Desmadryl) : Dr Luisa Alver, la sœur de Rafael
- Bridget Regan (VF : Valérie Siclay) : Rose Solano / Sin Rostro
- Carlo Rota (VF : Gilles Morvan) : Emilio Solano (saison 1)
- Diane Guerrero (VF : Magali Rosenzweig) : Lina Santillian, la meilleure amie de Jane (récurrente saisons 1 à 3, invitée saisons 4 et 5)
- Azie Tesfai (VF : Sabeline Amaury) : inspectrice Nadine Hansan (saisons 1 et 2)
- Brian Dare (VF : Manuel Levelly) : Luca (récurrent saison 1, invité saison 2)
- Michael Rady (VF : Didier Cherbuy) : Lachlan Moore (récurrent saison 1, invité saison 2)
- Priscilla Barnes (VF : Ève Lorach) : Magda Andel, la mère de Petra et Anezka
- Alano Miller (VF : Jean-Baptiste Anoumon) : Roman Zazo / Aaron Zazo (saison 1, invité saison 4)
- Camille Collard (VF : Cassandre Manet) : Frankie (saison 1)
- Carmen Carrera : Eva (saison 1)
- Christopher Corbin (VF : Matthieu Albertini) : Ivan (saisons 1 et 2)
- Keller Wortham (VF : Emmanuel Karsen) : Estéban Santiago
- Jenna Ortega (VF : Clara Quilichini) : Jane Villanueva jeune
- Megan Ketch (en) (VF : Sylvie Jacob) : inspectrice Susanna Barnett / Rose Solano (saison 2)
- Shelly Bhalla (VF : Maïa Llaudois) : Krishna Dhawan (depuis la saison 2)
- Adam Rodriguez (VF : Cyrille Artaux) : Jonathan Chavez (saison 2)
- Mat Vairo (en) (VF : Jean-François Cros) : Derek Ruvelle (saison 2)
- Melanie Mayron (VF : Isabelle Leprince) : Marlene Donaldson (saisons 2, 3 et 5, invitée saison 4)
- Christopher Allen (VF : Pascal Nowak) : Dennis Chambers (saison 3)
- Ricardo Chavira (VF : Vincent Bonnasseau) : Bruce (saison 3)
- Alfonso DiLuca (VF : Philippe Siboulet) : Jorge (depuis la saison 3)
- Francisco San Martin : Fabian (saison 3)
- Justina Machado (VF : Annie Milon) : Darci Factor (depuis la saison 3)
- Tyler Posey (VF : François Santucci) : Adam (invité saison 3, récurrent saison 4)

Version française
- Société de doublage : Dubbing Brothers[9],[10]
- Direction artistique : Laura Préjean[9]
- Adaptation des dialogues : Stéphanie Ponchon, Sandra Devonssay et Mandy Spalma[9]

 Source et légende : version française (VF) sur RS Doublage et  Doublage Séries Database

## Développement

### Production

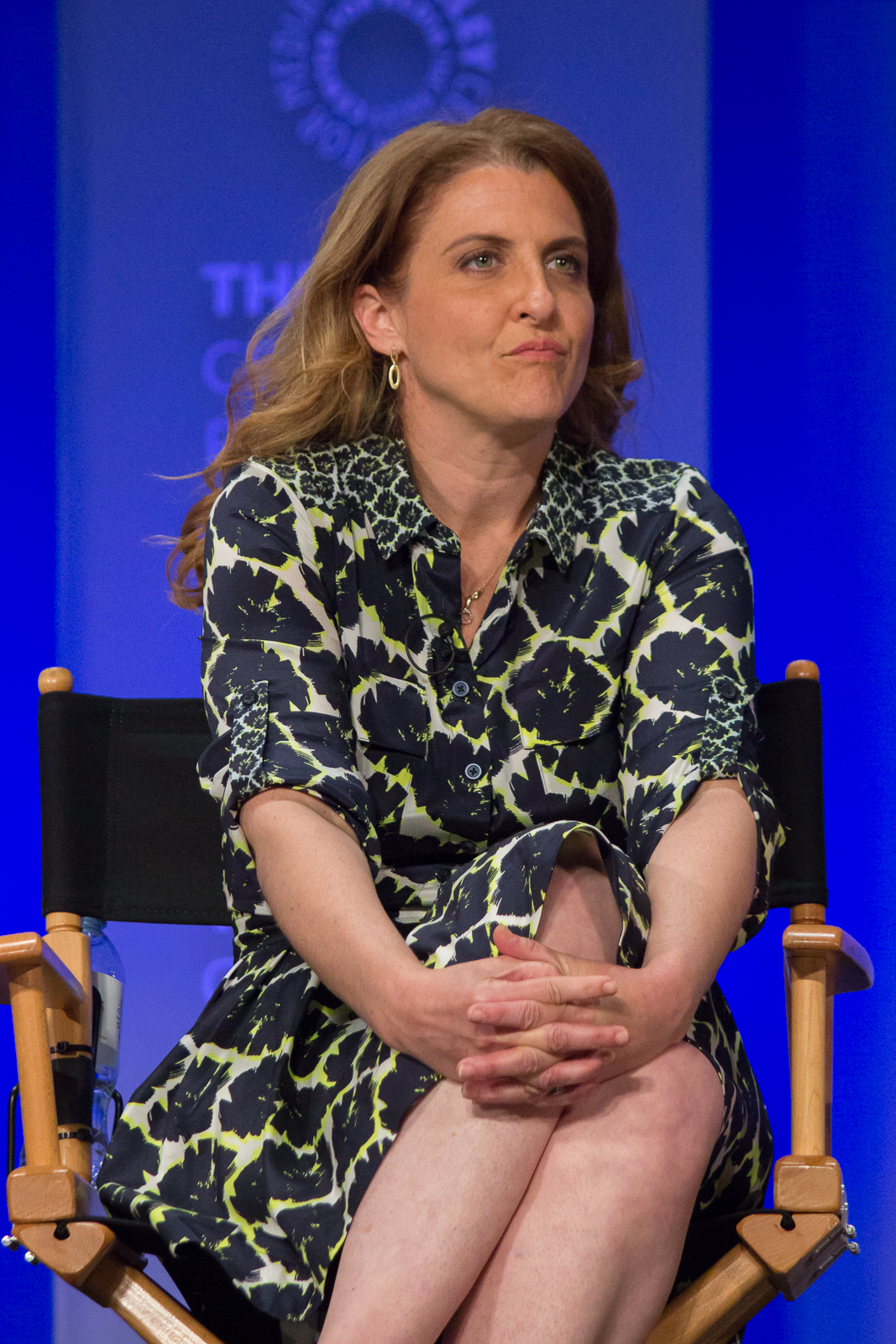
La créatrice et showrunner Jennie Snyder Urman.

Le 29 janvier 2014, the CW a officiellement commandé un pilote développée par Jennie Snyder Urman,.
Le 8 mai 2014, la CW a officiellement commandé la série pour treize épisodes.
Le 21 octobre 2014, la CW a commandé neuf épisodes supplémentaires, soit une saison complète de 22 épisodes.
Le 11 janvier 2015, la série est renouvelée pour une deuxième saison, diffusée à l'automne 2015.
Le 11 mars 2016, The CW annonce le renouvellement de la série pour une troisième saison.
En août 2016, The CW annonce que la troisième saison se composera de vingt épisodes.
Le 8 janvier 2017, le réseau The CW annonce la reconduction de la série pour une quatrième saison,.
Le 2 avril 2018, la chaîne annonce le renouvellement de la série pour une cinquième et dernière saison.
En décembre 2018, le pilote d'une série dérivée, Jane the Novela, a été commandée. Le réseau n'a pas donné suite au projet en mai 2019, lors des Upfronts.

### Tournage
La série est tournée à Los Angeles, en Californie, aux États-Unis.

### Casting
Les rôles ont été attribués dans cet ordre : Gina Rodriguez, Jaime Camil, Yael Grobglas, Brett Dier, Andrea Navedo, Justin Baldoni, Ivonne Coll.
Parmi les acteurs récurrents et invités de la première saison : Carmen Carrera dans l'épisode 1, Ryan Devlin, Brian Dare et Tina Casciani.
En août 2015, il est annoncé que Britney Spears, fera une apparition lors du cinquième épisode de la deuxième saison, dans son propre rôle. Elle est rejointe quelques jours plus tard par la chanteuse Kesha, qui va jouer dans le deuxième épisode de la seconde saison, le rôle d’Annabelle. Bruno Mars fait également une apparition dans le dernier épisode de la saison 2.
Le 25 août 2016, est annoncé que Eva Longoria participera à un épisode lors de la quatrième saison dans un rôle non dévoilé.

## Épisodes

### Première saison (2014-2015)
Elle a été diffusée du 13 octobre 2014 au 11 mai 2015 sur The CW, aux États-Unis.
1. La Fleur sacrée (Chapter One)
2. La Quinceañera (Chapter Two)
3. Toute première fois (Chapter Three)
4. Lettre coquine (Chapter Four)
5. Les Liens du sang (Chapter Five)
6. Les Âmes sœurs (Chapter Six)
7. La Cour des miracles (Chapter Seven)
8. Le Temps des aveux (Chapter Eight)
9. Un secret bien gardé (Chapter Nine)
10. Au bout du tunnel (Chapter Ten)
11. La Main à la plume (Chapter Eleven)
12. Sin rostro (Chapter Twelve)
13. Au nom de la rose (Chapter Thirteen)
14. La Clé des champs (Chapter Fourteen)
15. Au-delà des apparences (Chapter Fifteen)
16. Les Grandes Illusions (Chapter Sixteen)
17. L'Arrache-cœur (Chapter Seventeen)
18. L'Ombre d'un doute (Chapter Eighteen)
19. La Valse des émotions (Chapter Nineteen)
20. Crime et châtiment (Chapter Twenty)
21. La Peur du vide (Chapter Twenty-One)
22. Un cadeau de Dieu (Chapter Twenty-Two)

### Deuxième saison (2015-2016)
Elle a été diffusée du 12 octobre 2015 au 16 mai 2016 sur The CW, aux États-Unis.
1. Déesses des temps modernes (Chapter Twenty-Three)
2. Pauvre pigeon (Chapter Twenty-Four)
3. Jamais sans mon fils (Chapter Twenty-Five)
4. Gatsby le Magnifique (Chapter Twenty-Six)
5. L'Effet d'une bombe (Chapter Twenty-Seven)
6. Nouvelle donne (Chapter Twenty-Eight)
7. Vendredi noir (Chapter Twenty-Nine)
8. Luxe, calme et volupté (Chapter Thirty)
9. Le Sommeil du juste (Chapter Thirty-One)
10. L'Étincelle (Chapter Thirty-Two)
11. À la poursuite du diamant rose (Chapter Thirty-Three)
12. Ni fait ni à refaire (Chapter Thirty-Four)
13. La Zizanie (Chapter Thirty-Five)
14. Faux-semblants (Chapter Thirty-Six)
15. La Malédiction (Chapter Thirty-Seven)
16. Home sweet home (Chapter Thirty-Eight)
17. Boire et déboires (Chapter Thirty-Nine)
18. Jumelles mais pas trop (Chapter Forty)
19. Petits arrangements (Chapter Forty-One)
20. Pyjama, crème glacée et telenovela (Chapter Forty-Two)
21. Des plans sur la comète (Chapter Forty-Three)
22. Jusqu'à ce que la mort nous sépare (Chapter Forty-Four)

### Troisième saison (2016-2017)
Elle a été diffusée du 17 octobre 2016 au 22 mai 2017 sur The CW, aux États-Unis.
1. Flashback (Chapter Forty-Five)
2. Dossier brûlant (Chapter Forty-Six)
3. Vingt-mille lieues sous les mers (Chapter Forty-Seven)
4. Flamants roses party (Chapter Forty-Eight)
5. La garce est de retour (Chapter Forty-Nine)
6. Un oiseau de mauvais augure (Chapter Fifty)
7. Speed dating (Chapter Fifty-One)
8. Le Grain de miel (Chapter Fifty-Two)
9. No stress (Chapter Fifty-Three)
10. Le Dernier Souffle (Chapter Fifty-Four)
11. Chasse au trésor (Chapter Fifty-Five)
12. Le Factor ajouté (Chapter Fifty-Six)
13. Rien ne va plus (Chapter Fifty-Seven)
14. La Page manquante (Chapter Fifty-Eight)
15. Pour un flirt avec toi (Chapter Fifty-Nine)
16. Sans modération (Chapter Sixty)
17. Amies pour la vie (Chapter Sixty-One)
18. Sex in the city (Chapter Sixty-Two)
19. Un mariage de conte de fées (Chapter Sixty-Three)
20. La boucle est bouclée (Chapter Sixty-Four)

### Quatrième saison (2017-2018)
Elle a été diffusée du 13 octobre 2017 au 20 avril 2018.
1. Souvenirs, souvenirs (Chapter Sixty-Five)
2. California dream (Chapter Sixty-Six)
3. Le Protocole Matéo (Chapter Sixty-Seven)
4. Les affaires sont les affaires (Chapter Sixty-Eight)
5. Révélations et hallucinations (Chapter Sixty-Nine)
6. Tel est pris qui croyait prendre (Chapter Seventy)
7. Oui à l'amour! (Chapter Seventy-One)
8. Mensonges et vérités (Chapter Seventy-Two)
9. Figure paternelle (Chapter Seventy-Three)
10. Papa blues et mamie sexy (Chapter Seventy-Four)
11. Le Prof et l'élève (Chapter Seventy-Five)
12. Le Syndrome de la page blanche (Chapter Seventy-Six)
13. Pas d’inquiétude (Chapter Seventy-Seven)
14. Certitudes et incertitudes (Chapter Seventy-Eight)
15. Les Aveux (Chapter Seventy-Nine)
16. La Vie de château (Chapter Eighty)
17. Mensonges et vérités (Chapter Eighty-One)

### Cinquième saison (2019)
Cette saison de 19 épisodes, qui est la dernière, est diffusée entre le 27 mars et le 31 juillet 2019.
1. À la vie, à la mort  (Chapter Eighty-Two)
2. Tous coupable (Chapter Eighty-Three)
3. La 5e roue du carrosse (Chapter Eighty-Four)
4. Son pire cauchemar (Chapter Eighty-Five)
5. La Fête de la licorne (Chapter Eighty-Six)
6. Les Fantômes du passé (Chapter Eighty-Seven)
7. La Reine du lasso (Chapter Eighty-Eight)
8. Duo de rêve (Chapter Eighty-Nine)
9. L'Esprit de famille (Chapter Ninety)
10. Vers Mars et au-delà (Chapter Ninety-One)
11. L'Homme de la maison (Chapter Ninety-Two)
12. Love, Love, Love (Chapter Ninety-Three)
13. La Tricheria (Chapter Ninety-Four)
14. Avis de tempête (Chapter Ninety-Five)
15. Un plan parfait (Chapter Ninety-Six)
16. La Tache de naissance (Chapter Ninety-Seven)
17. Dangereuses retrouvailles (Chapter Ninety-Eight)
18. Cinq ans de Jane ! (Chapter Ninety-Nine)
19. Et ils vécurent heureux (Chapter One Hundred)

## Audiences
| Saisons | Nombre d'épisodes | Jour et heure de diffusion | Diffusion originale sur The CW | Diffusion originale sur The CW | Année     | Audience moyenne (en millions) | Audience moyenne (en millions) | Audience moyenne (en millions) |
| Saisons | Nombre d'épisodes | Jour et heure de diffusion | Début de saison                | Fin de saison                  | Année     | Première                       | Finale                         | Moyenne                        |
| ------- | ----------------- | -------------------------- | ------------------------------ | ------------------------------ | --------- | ------------------------------ | ------------------------------ | ------------------------------ |
| 1       | 22                | Lundi à 21 h               | 13 octobre 2014                | 11 mai 2015                    | 2014-2015 | 1.61                           | 1.24                           | 1.55                           |
| 2       | 22                | Lundi à 21 h               | 12 octobre 2015                | 16 mai 2016                    | 2015-2016 | 1.06                           | 0.97                           | 1.48                           |
| 3       | 20                | Lundi à 21 h               | 17 octobre 2016                | 22 mai 2017                    | 2016-2017 | 1.09                           | 0.96                           | 1.60                           |
| 4       | 17                | Vendredi à 21 h            | 13 octobre 2017                | 20 avril 2018                  | 2017-2018 | 0.68                           | 0.58                           | 1.23                           |
| 5       | 19                | Mercredi à 21 h            | 27 mars 2019                   | 31 juillet 2019                | 2018-2019 | 0.79                           | TBA                            | TBA                            |

### Aux États-Unis
Le lundi 13 octobre 2014, l'épisode pilote s'effectue devant 1,61 million de téléspectateurs avec un taux de 0,6 % sur les 18/49 ans, qui est la cible fétiche des annonceurs, soit un lancement correct.
La première saison a obtenu une audience moyenne de 1,20 million de téléspectateurs avec un taux de 0.48 % sur les 18-49 ans lors de la première diffusion de chaque épisode.
La deuxième saison a obtenu une audience moyenne de 968 000 téléspectateurs avec un taux de 0.37 % sur les 18-49 ans lors de la première diffusion de chaque épisode (au 20 avril 2016).

### En France
Sur Téva, les deux premiers épisodes de la série ont réuni en moyenne 209 000 téléspectateurs. Il s’agit d’une audience satisfaisante pour une série diffusée sur une chaîne câblée française.

## Réception critique
La série est très bien reçue par la critique avec un score de 80/100 sur le site Metacritic et 100 % d'avis favorables sur le site Rotten Tomatoes, soit un excellent score.

## Distinctions
| Année | Prix                                                  | Catégorie                                                  | Nomination                             | Résultat   |
| ----- | ----------------------------------------------------- | ---------------------------------------------------------- | -------------------------------------- | ---------- |
| 2014  | Dorian Awards                                         | Émission de télévision de l'année                          | Jane the Virgin                        | Lauréat    |
| 2014  | 15e cérémonie des American Film Institute Awards      | Programme télé de l'année                                  | Jane the Virgin                        | Lauréat    |
| 2015  | 17e cérémonie des Teen Choice Awards                  | Meilleur acteur dans une comédie                           | Jaime Camil                            | Nomination |
| 2015  | 17e cérémonie des Teen Choice Awards                  | Meilleure actrice dans une comédie                         | Gina Rodriguez                         | Nomination |
| 2015  | 17e cérémonie des Teen Choice Awards                  | Révélation (actrice)                                       | Gina Rodriguez                         | Nomination |
| 2015  | 17e cérémonie des Teen Choice Awards                  | Révélation (série)                                         | Jane the Virgin                        | Nomination |
| 2015  | 17e cérémonie des Teen Choice Awards                  | Meilleur baiser                                            | Gina Rodriguez et Justin Baldoni       | Nomination |
| 2015  | 41e cérémonie des People's Choice Awards              | Nouvelle série comique préférée                            | Jane the Virgin                        | Lauréat    |
| 2015  | Online Film & Television Association                  | Meilleure actrice invitée dans une série humoristique      | Rita Moreno                            | Lauréat    |
| 2015  | Online Film & Television Association                  | Meilleure actrice dans une série humoristique              | Gina Rodriguez                         | Nomination |
| 2015  | 30e cérémonie des Imagen Awards                       | Meilleure émission télévisée Primetime - Comédie           | Jane the Virgin                        | Lauréat    |
| 2015  | 30e cérémonie des Imagen Awards                       | Meilleure actrice dans un second rôle - Télévision         | Andrea Navedo                          | Lauréat    |
| 2015  | 30e cérémonie des Imagen Awards                       | Meilleure Actrice - Télévision                             | Gina Rodriguez                         | Lauréat    |
| 2015  | 30e cérémonie des Imagen Awards                       | Meilleure actrice dans un second rôle - Télévision         | Ivonne Coll                            | Nomination |
| 2015  | 30e cérémonie des Imagen Awards                       | Meilleur acteur dans un second rôle - Télévision           | Justin Baldoni                         | Nomination |
| 2015  | 30e cérémonie des Imagen Awards                       | Meilleur acteur dans un second rôle - Télévision           | Jaime Camil                            | Nomination |
| 2015  | 25e cérémonie des Gotham Independent Film Awards      | Meilleure série - forme longue                             | Jane the Virgin                        | Nomination |
| 2015  | Gold Derby Awards                                     | Actrice principale dans une comédie                        | Gina Rodriguez                         | Nomination |
| 2015  | Gold Derby Awards                                     | Meilleure série comique                                    | Jane the Virgin                        | Nomination |
| 2015  | 72e cérémonie des Golden Globes                       | Meilleure série musicale ou comique                        | Jane the Virgin                        | Nomination |
| 2015  | 72e cérémonie des Golden Globes                       | Meilleure actrice dans une série musicale ou comique       | Gina Rodriguez                         | Lauréat    |
| 2015  | 67e cérémonie des Primetime Creative Arts Emmy Awards | Meilleure narration ("Chapter Fourteen")                   | Anthony Mendez                         | Nomination |
| 2015  | 5e cérémonie des Critics' Choice Television Awards    | Meilleure série comique                                    | Jane the Virgin                        | Nomination |
| 2015  | 5e cérémonie des Critics' Choice Television Awards    | Meilleure actrice dans une série comique                   | Gina Rodriguez                         | Nomination |
| 2015  | 5e cérémonie des Critics' Choice Television Awards    | Meilleur acteur dans un second rôle dans une série comique | Jaime Camil                            | Nomination |
| 2016  | 18e cérémonie des Teen Choice Awards                  | Meilleure comédie                                          | Jane the Virgin                        | Nomination |
| 2016  | 18e cérémonie des Teen Choice Awards                  | Meilleur acteur dans une comédie                           | Jaime Camil                            | Nomination |
| 2016  | 18e cérémonie des Teen Choice Awards                  | Meilleure actrice dans une comédie                         | Gina Rodriguez                         | Nomination |
| 2016  | 20e cérémonie des Satellite Awards                    | Meilleure série musicale ou comique                        | Jane the Virgin                        | Nomination |
| 2016  | 20e cérémonie des Satellite Awards                    | Meilleure actrice dans une série musicale ou comique       | Gina Rodriguez                         | Nomination |
| 2016  | 31e cérémonie des Imagen Awards                       | Meilleure émission télévisée Primetime - Comédie           | Jane the Virgin                        | Lauréat    |
| 2016  | 31e cérémonie des Imagen Awards                       | Meilleure Actrice - Télévision                             | Gina Rodriguez                         | Lauréat    |
| 2016  | 31e cérémonie des Imagen Awards                       | Meilleur acteur dans un second rôle - Télévision           | Jaime Camil                            | Lauréat    |
| 2016  | 31e cérémonie des Imagen Awards                       | Meilleure actrice dans un second rôle - Télévision         | Andrea Navedo                          | Nomination |
| 2016  | 47e cérémonie des NAACP Image Awards                  | Meilleure actrice dans une série comique                   | Gina Rodriguez                         | Nomination |
| 2016  | 47e cérémonie des NAACP Image Awards                  | Meilleur scénariste pour une série comique                 | Jennie Snyder Urman                    | Nomination |
| 2016  | 47e cérémonie des NAACP Image Awards                  | Meilleur réalisateur pour une série comique                | Brad Silberling                        | Nomination |
| 2016  | 73e cérémonie des Golden Globes                       | Meilleure actrice dans une série musicale ou comique       | Gina Rodriguez                         | Nomination |
| 2016  | 68e cérémonie des Primetime Creative Arts Emmy Awards | Meilleure narration ("Chapter Thirty-Four")                | Anthony Mendez                         | Nomination |
| 2016  | 31e cérémonie des Casting Society of America          | Pilote de série comique                                    | Alyson Silverberg Jonathan Clay Harris | Nomination |
| 2016  | 6e cérémonie des Critics' Choice Television Awards    | Meilleure série comique                                    | Jane the Virgin                        | Nomination |
| 2016  | 6e cérémonie des Critics' Choice Television Awards    | Meilleure actrice dans une série comique                   | Gina Rodriguez                         | Nomination |
| 2016  | 6e cérémonie des Critics' Choice Television Awards    | Meilleur acteur dans un second rôle dans une série comique | Jaime Camil                            | Nomination |
| 2017  | 19e cérémonie des Teen Choice Awards                  | Meilleur acteur dans une comédie                           | Jaime Camil                            | Nomination |
| 2017  | 19e cérémonie des Teen Choice Awards                  | Meilleure actrice dans une comédie                         | Gina Rodriguez                         | Nomination |
| 2017  | 43e cérémonie des People's Choice Awards              | Série comique préférée                                     | Jane the Virgin                        | Nomination |
| 2017  | 43e cérémonie des People's Choice Awards              | Actrice comique préférée d'une série                       | Gina Rodriguez                         | Nomination |
| 2017  | MTV Movie & TV Awards 2017                            | Meilleure performance dans une série télévisée             | Gina Rodriguez                         | Nomination |
| 2017  | MTV Movie & TV Awards 2017                            | Meilleure histoire américaine                              | Jane the Virgin                        | Nomination |
| 2017  | 32e cérémonie des Imagen Awards                       | Meilleur acteur dans un second rôle - Télévision           | Jaime Camil                            | Nomination |
| 2017  | 32e cérémonie des Imagen Awards                       | Meilleure actrice dans un second rôle - Télévision         | Ivonne Coll                            | Nomination |
| 2017  | 32e cérémonie des Imagen Awards                       | Meilleure émission télévisée Primetime - Comédie           | Jane the Virgin                        | Nomination |
| 2017  | 74e cérémonie des Golden Globes                       | Meilleure actrice dans une série musicale ou comique       | Gina Rodriguez                         | Nomination |
| 2017  | 17e cérémonie des Black Reel Awards                   | Meilleure actrice dans une série comique                   | Gina Rodriguez                         | Nomination |
| 2018  | 20e cérémonie des Teen Choice Awards                  | Meilleure comédie                                          | Jane the Virgin                        | Nomination |
| 2018  | 20e cérémonie des Teen Choice Awards                  | Meilleur acteur dans une comédie                           | Jaime Camil                            | Lauréat    |
| 2018  | 20e cérémonie des Teen Choice Awards                  | Meilleure actrice dans une comédie                         | Gina Rodriguez                         | Lauréat    |
| 2018  | 20e cérémonie des Teen Choice Awards                  | Meilleur baiser                                            | Gina Rodriguez et Justin Baldoni       | Nomination |
| 2018  | 33e cérémonie des Imagen Awards                       | Meilleur acteur dans un second rôle - Télévision           | Jaime Camil                            | Nomination |
| 2018  | 33e cérémonie des Imagen Awards                       | Meilleur programme Primetime - Comédie                     | Jane the Virgin                        | Nomination |
| 2018  | MTV Movie & TV Awards 2018                            | Meilleur baiser                                            | Gina Rodriguez et Justin Baldoni       | Nomination |

## Adaptations internationales
Depuis la série initiale originaire du Venezuela, intitulée Juana la Virgen, celle-ci a été adaptée ailleurs dans le monde :
- Jane the Virgin (en anglais) ;
- Miss Farah (en arabe) ;

## Bande originale du série télévisée
Singles
Cet album est la bande originale du série télévisée Miss Farah. Les deux singles extraits de cet album sont les titres de Abu et de Ramage.

## Musique
Chaque épisode de la série comporte un certain nombre de chansons de divers artistes. La musique est généralement utilisée dans la série comme un élément d'arrière-plan et est non diégétique. 
Ya Lil, est une chanson enregistrée par la chanteuse Ramage est la chanson du série télévisée Miss Farah, sortie en 2020. Écrite par Ramage, MAZ, Sari Abboud, Adam Feeney et Louis Bell, produite par Ramage, Massari, Louis Bell, Frank Dukes et MAZ, elle est interprétée par Rania Youssef. Il s'agit du premier single de la Al Anesa Farah (Music from the Original TV Series) parue le 12 mars 2020 chez SeVeN Pictures, Universal Arabic Music et Republic Records.
- "Ahwak (Al Anisa Farah)" - Abu
- "Al Farah (Ya Bakhta Biya) (Al Anisa Farah)" - Asmaa Abulyazeid featuring Mohammed Al Kilany
- "Ya Lil (Al Anisa Farah)" - Ramage

## Liste des pistes
| #  | Titre                     | Artiste | Interprète dans la série | Intèrprète réel | Saison | Épisode |
| -- | ------------------------- | ------- | ------------------------ | --------------- | ------ | ------- |
| 1. | "Ya Lil (Al Anisa Farah)" | Ramage  | Dalal (Dida)             | Rania Youssef   | 1      | 1       |

### Singles
| Année | Artiste                                  | Single                                     |
| ----- | ---------------------------------------- | ------------------------------------------ |
| 2019  | Abu                                      | Ahwak (Al Anisa Farah)                     |
| 2019  | Ramage                                   | Ya Lil (Al Anisa Farah)                    |
| 2020  | Asmaa Abulyazeid feat. Mohamed Al Kilany | Al Farah (Ya Bakhta Biya) (Al Anisa Farah) |